# مخنث
في الفقه الإسلامي، المُخنَّث هو الرجل المتشبه بالنساء في مشيته وكلامه وتعطفه وتلينه.

## المخنث عند الفقهاء
المخنث عند المذاهب الأربعة ينقسم إلى قسمين:
- الأول: المخنّث بالخلقة، وهو من يكون في كلامه لين وفي أعضائه تكسّر خلقةً، ولم يشتهر بشيء من الأفعال الرّديئة لا يعتبر فاسقاً، ولا يدخله الذّمّ واللّعنة الواردة في الأحاديث.
- الثاني:المتخلق بخلق النساء حركة وهيئة، والذي يتشبه بهن في تليين الكلام وتكسر الأعضاء عمدا، فإن ذلك عادة قبيحة ومعصية ويعتبر فاعلها آثماً وفاسقاً.

## المذهب الحنفي
المخنَث في المذهب الحنفي أَنَّهُ إذَا كَانَ مُخَنَّثًا فِي الرَّدَى مِنْ الْأَفْعَالِ فَهُوَ كَغَيْرِهِ مِنْ الرِّجَالِ بَلْ مِنْ الْفُسَّاقِ يُنَحَّى عَنْ النِّسَاءِ.
وَأَمَّا مَنْ كَانَ فِي أَعْضَائِهِ لِينٌ وَفِي لِسَانِهِ تَكَسُّرٌ بِأَصْلِ الْخِلْقَةِ وَلَا يَشْتَهِي النِّسَاءَ وَلَا يَكُونُ مُخَنَّثًا فِي الرَّدَى مِنْ الْأَفْعَالِ فَقَدْ رَخَّصَ بَعْضُ مَشَأيِخِنَا فِي تَرْكِ مِثْلِهِ مَعَ النِّسَاءِ.

## المذهب المالكي
ليس المخنث في المذهب المالكي الذي تعرف فيه الفاحشة خاصة وتنسب إليه وإنما المخنث شدة التأنيث في الخلقة حتى يشبه المرأة في اللين والكلام والنظر والنغمة وفي العقل والفعل وسواء كانت فيه عاهة الفاحشة أم لم تكن وأصل التخنث التكسر واللين فإذا كان كما وصفنا لك ولم يكن له في النساء ارب وكان ضعيف العقل لا يفطن لأمور الناس أبله فحينئذ يكون من غير أولي الإربة الذين أبيح لهم الدخول على النساء
.

## المذهب الشافعي
المخنث في المذهب الشافعي هو من يتخلق بأخلاق النساء في حركة أو هيئة، فإن كان ذلك خلقة فلا إثم.

## المذهب الحنبلي
المخنث في المذهب الحنبلي هو الذي لا شهوة له فحكمه حكم ذوي المحرم في النظر،فإن كان المخنث ذا شهوة ويعرف أمر النساء فحكمه حكم غيره.